# مجموعه صخره‌ای بی‌بی کند
مجموعه صخره‌ای بی بی کند مربوط به هزاره اول است و در شهرستان شاهین دژ، روستای بی بی کند واقع شده و این اثر در تاریخ ۲۵ اسفند ۱۳۷۹ با شمارهٔ ثبت ۳۳۲۴ به‌عنوان یکی از آثار ملی ایران به ثبت رسیده است.

## نگارخانه

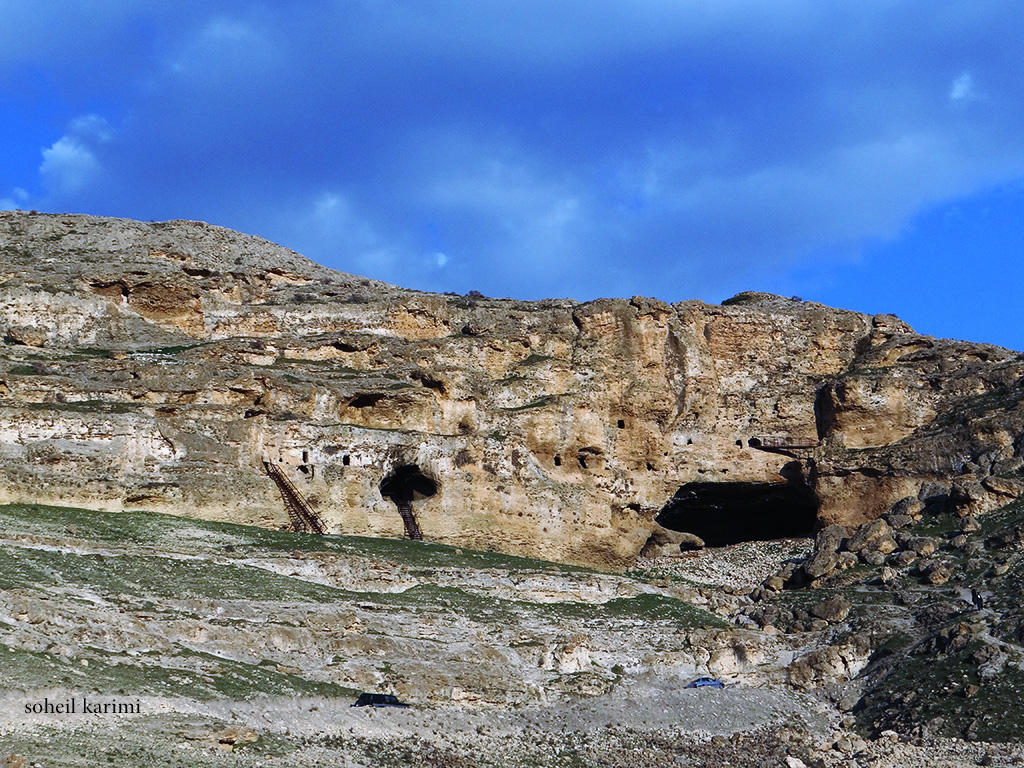
مجموعه صخره‌ای بی بی کند
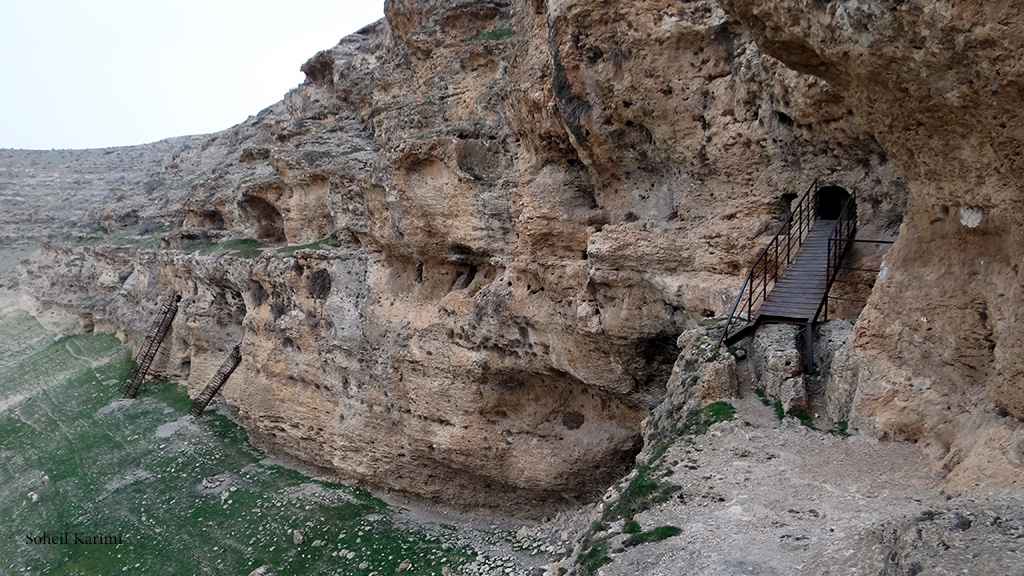
مجموعه صخره‌ای بی بی کند
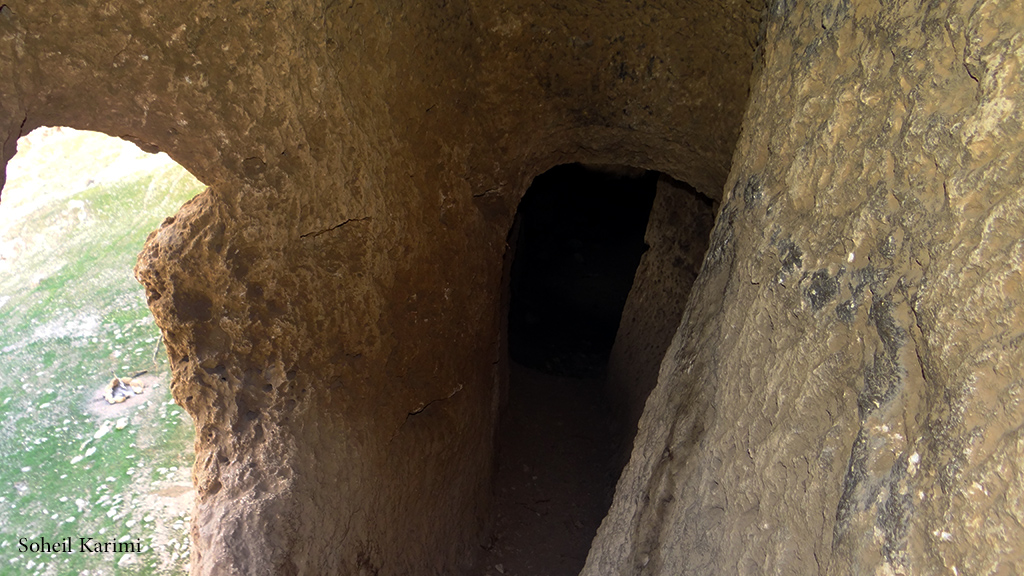
مجموعه صخره‌ای بی بی کند